# خولنا-۴
خولنا-۴ (به لاتین: Khulna-4) یک حوزه انتخابیه در بنگلادش است که در ناحیه کولنا واقع شده است.